# COUP D'ETAT (지드래곤의 음반)

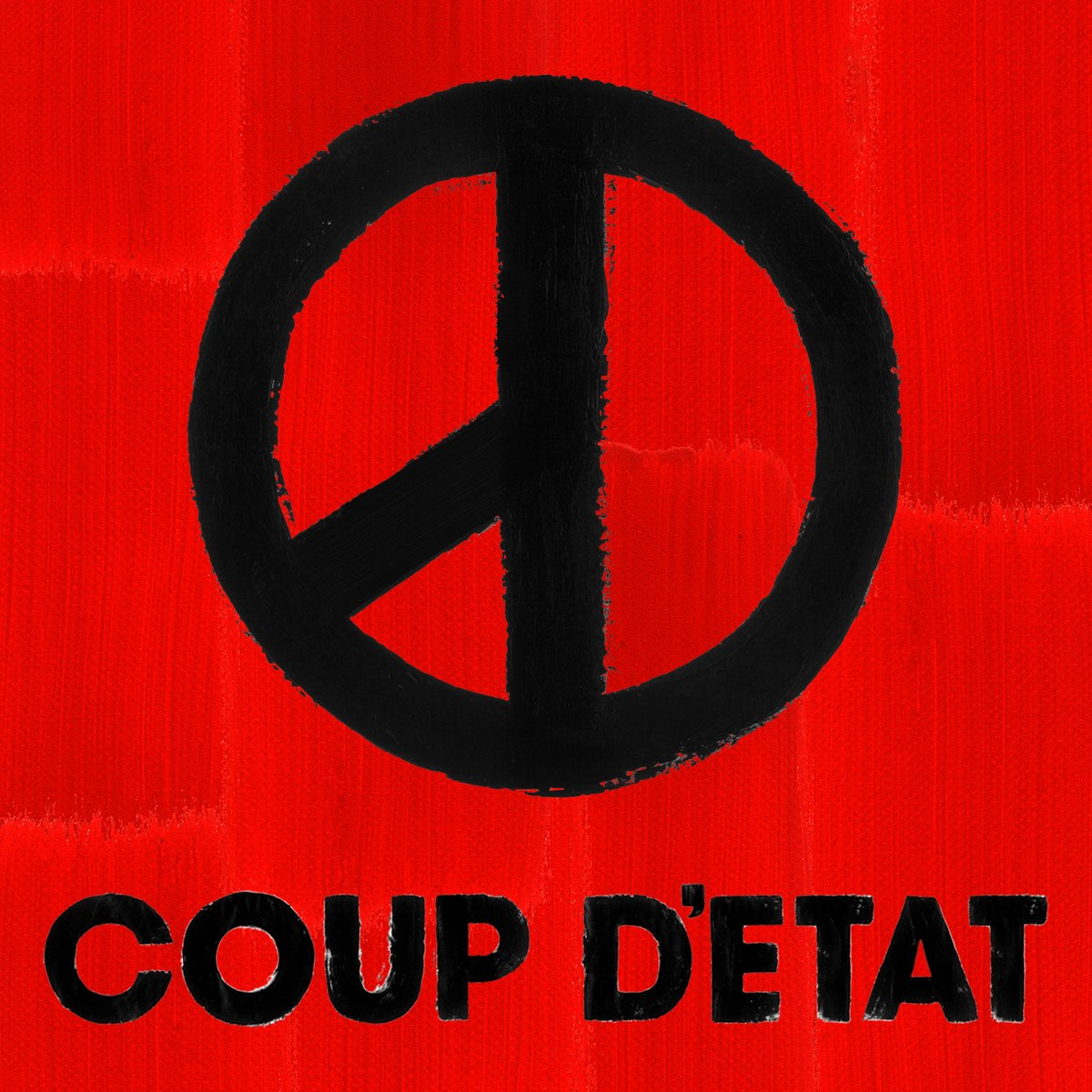
Part 2 앨범 커버

COUP D'ETAT(한국어: 쿠데타)는 대한민국의 음악 그룹 빅뱅의 리더 G-DRAGON의 두 번째 솔로 정규 음반이다. 이 음반은 iTunes에서 첫 발매되었다. Part 1; 5트랙 "COUP D'ETAT"는 2013년 9월 2일에 공개가 되었으며, 7트랙 "삐딱하게 (CROOKED)"는 9월 5일에 이어, 12트랙 "니가 뭔데 (WHO YOU?)"은 9월 12일에 차례로 공개되었다. 수록곡 "미치GO (GO)"는 2013년 초에 선공개되었다. 이 음반에는 다양한 여러 아티스트들과 콜라보레이션으로 화제를 모았는데, 미국의 여성 래퍼 미시 엘리엇, DJ 디플로, 바우어, 보이즈 노이즈, 스카이 페레이라 등 세계적인 해외 뮤지션들 외에도 Zion.T, 리디아백과 YG의 연습생 제니킴 등이 참여했다.

## 발매 배경

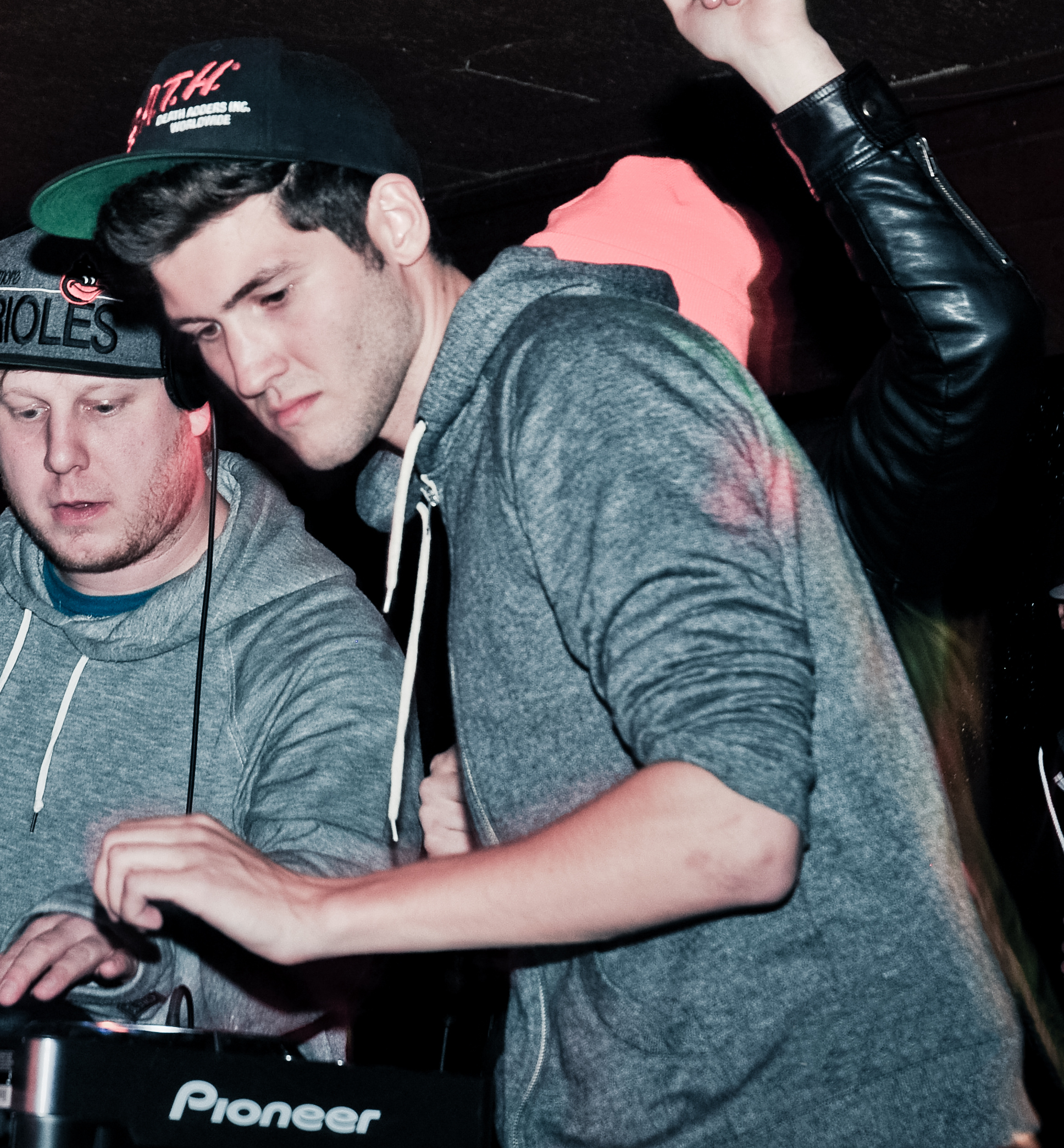
"COUP D'ETAT" 음반에 참여한 바우어.

YG엔터테인먼트는 2013년 6월, 이 음반에 미시 엘리엇, DJ 디플로가 콜라보레이션을 참여한다고 발표하였다. A 시리즈의 티저 이미지는 2013년 8월 26일과 27일에 공개되었다. YG 엔터테인먼트는 9월 1일, 이 음반의 트랙 리스트에 참여하는 그외의 콜라보레이션 아티스트 바우어, 보이즈 노이즈, 스카이 페레이라 등 세계적인 해외 뮤지션들 외에도 Zion.T, 리디아백과 YG의 연습생 제니킴을 공개했다. 이후, 로엔 엔터테인먼트의 "Ask in a Box" 인터뷰에서 G-DRAGON은 COUP D'ETAT를 녹음하는데 2년이 걸렸다고 언급했다. 그는 또한 "늴리리야 (NILIRIA)"는 2011년부터 녹음을 시작했다고 말했다.

## 프로모션
2013년 8월 25일, G-DRAGON은 미국 LA에서 개최 된 KCON 2013에서 미시 엘리엇의 합동 공연으로 "늴리리야 (NILIRIA)"를 첫 선보였다. YG 엔터테인먼트는 2013년 9월 1일 유튜브에 "COUP D'ETAT"의 뮤직 비디오를 공개하였고, 하루만에 750,000 뷰의 조회수를 기록했다. 2013년 9월 4일, "삐딱하게 (CROOKED)" 뮤직 비디오가 공개되었다. 2013년 9월 8일, G-DRAGON은 《SBS 인기가요》에서 "늴리리야 (NILIRIA)", "미치GO (GO)"와 "BLACK",삐딱하게를 첫 선보이며 컴백 무대를 가졌다. G-DRAGON은 음반 발매와 함께 2013년 9월 10일부터 17일까지 서울에서 미술 전시회를 열었다. 이 전시회는 "SPACE EIGHT"라는 제목으로 개최되었으며, 숫자 8에 관한 88 아이템을 선보였다.
2013년 9월 29일, YG 엔터테인먼트는 COUP D'ETAT의 리미티드 에디션 LP판을 10월 18일에 발매한다고 발표했다. 이 패키지는 뱃지, 마스크와 직접 쓴 가사가 수록 된 소책자가 포함되었다. 사진들은 서울에서 열린 "SPACE EIGHT" 미술 전시회에 전시 된 "COUP D'ETAT"의 뮤직 비디오가 포함되었다. 단 8,888장으로 한정 판매되었다. LP판은 9월 30일에 사전 주문을 받았는데, 발매 이전의 10월 2일에 모두 매진 되었다.

## 차트 성적
이 음반의 수록곡들은 한국의 유명 음원 사이트 멜론, Mnet, 벅스, 네이버 뮤직와 지니에서 발매와 동시에 1위를 차지했다. 공개와 동시에 Mnet 차트에서는 1위부터 7위까지를 줄세웠으며, 가온 싱글 차트에서 "니가 뭔데 (WHO YOU?)"는 1위를 차지했다. 2014년 6월, 이 음반은 음원에서 모두 550만의 디지털 다운로드를 기록한 것으로 발표 되었다. COUP D'ETAT는 2013년 멜론 디지털 음원 연간 차트에 3곡이 순위에 포함되었다. 이 음반은 또한 여러 나라의 iTunes에 순위에 진입했다. 9월 10일, 음반은 발매 전 30만장의 선주문을 기록했다. 이 음반은 가온 앨범 차트에서 발매와 동시에 1위를 차지했다. 가온 차트(9월) 198,489장을 판매해 월간 1위를 차지했다.
COUP D'ETAT, Pt. 1은 미국 빌보드 200에서 182위를 기록했다. 또한 COUP D'ETAT는 일본 오리콘 차트에서 발매 첫 주 11,150장의 판매량을 기록해 11위를 차지했다.
뉴욕 타임즈의 존 카라매니카는 "대부분 한국어이지만, COUP D'ETAT는 아마도 K-pop 음반과 미국의 가장 많은 사고 방식을 대변하고 있으며, 여러 미국의 아티스트 DJ 디플로, 바우어, 보이즈 노이즈, 스카이 페레이라, 미시 엘리엇과 콜라보레이션을 했다."라고 언급했다.

## 트랙 리스트
| #            | 제목                                                                 | 작사                      | 작곡                           | 편곡           | 재생 시간 |
| ------------ | -------------------------------------------------------------------- | ------------------------- | ------------------------------ | -------------- | --------- |
| 1.           | 〈쿠데타 (COUP D'ETAT) [feat. Diplo & Baauer]〉                      | G-DRAGON                  | G-DRAGON, Diplo, Bauuer        | Diplo, Baauer  | 3:00      |
| 2.           | 〈늴리리야 (NILIRIA) [feat. Missy Elliott] [Missy Elliott Version]〉 | Missy Elliott, G-DRAGON   | TEDDY, Missy Elliott, G-DRAGON | TEDDY          | 2:54      |
| 3.           | 〈R.O.D. (feat. LYDIA PAEK)〉                                        | TEDDY, G-DRAGON, Choice37 | TEDDY                          | TEDDY          | 3:58      |
| 4.           | 〈BLACK (feat. 제니 of BLACKPINK)〉                                  | TEDDY, G-DRAGON           | TEDDY                          | TEDDY          | 3:25      |
| 5.           | 〈니가 뭔데 (WHO YOU?)〉                                             | G-DRAGON                  | G-DRAGON, KUSH                 | KUSH, Choice37 | 3:23      |
| 6.           | 〈세상을 흔들어 (SHAKE THE WORLD)〉                                  | G-DRAGON                  | G-DRAGON, Choice37             | Choice37       | 2:56      |
| 7.           | 〈미치GO (GO)〉                                                      | G-DRAGON                  | G-DRAGON, 함승천, 강욱진       | 함승천, 강욱진 | 3:30      |
| 8.           | 〈(CROOKED) 삐딱하게〉                                               | TEDDY, G-DRAGON           | TEDDY, G-DRAGON                | TEDDY          | 3:46      |
| 9.           | 〈늴리리야 (NILIRIA) [G-DRAGON Version]〉                            | G-DRAGON, TEDDY           | TEDDY, Missy Elliott, G-DRAGON | TEDDY          | 2:54      |
| 10.          | 〈RUNAWAY〉                                                          | G-DRAGON                  | G-DRAGON, DEE. P               | DEE. P         | 3:23      |
| 11.          | 〈너무 좋아 (I LOVE IT) [feat. Zion.T & Boys Noize]〉                | G-DRAGON                  | G-DRAGON, Boys Noize           | Boys Noize     | 3:16      |
| 12.          | 〈YOU DO (OUTRO)〉                                                   | G-DRAGON                  | G-DRAGON, Choice37             | Choice37       | 2:39      |
| 13.          | 〈WINDOW〉                                                           | G-DRAGON, TEDDY           | Choice37, G-DRAGON, TEDDY      | Choice37       | 3:49      |
| 14.          | 〈BLACK (feat. Sky Ferreira)〉                                       | TEDDY, G-DRAGON           | TEDDY                          | TEDDY          | 3:23      |
| 총 재생 시간 | 총 재생 시간                                                         | 총 재생 시간              | 총 재생 시간                   | 총 재생 시간   | 45:58     |

참고
- 트랙 4, 5, 8과 9이 타이틀 곡이다.
- Part 1은 트랙 1부터 5, Part 2는 트랙 6부터 12이다.
- 트랙 13과 14는 디지털 음원에서는 들을 수 없으며, 오직 음반에서만 들을 수 있다.

샘플링
- "COUP D'ETAT"에서 등장하는 가사 "텔레비전으로 방송되는 것이 아니다. 네 마음에 있고 여기에 있을 뿐"은 질 스콧 헤론의 공연 보컬을 샘플링했다.[33][34][35]
- "늴리리야 (NILIRIA)"는 대한민국의 동명의 전통 민요 곡을 샘플링했다.[1][36]